# Bidaspa nissoides
Bidaspa nissoides är en fjärilsart som beskrevs av Swinhoe 1915. Bidaspa nissoides ingår i släktet Bidaspa och familjen juvelvingar. Inga underarter finns listade i Catalogue of Life.